# یواس‌اس اگدن (ال‌پی‌دی-۵)
یواس‌اس اگدن (ال‌پی‌دی-۵) (به انگلیسی: USS Ogden (LPD-5)) یک کشتی بود که طول آن ۱۶۷ متر (۵۴۸ فوت) waterline بود. این کشتی در سال ۱۹۶۴ ساخته شد.